# Band4Band
Band4Band è un singolo del rapper britannico Central Cee e del rapper statunitense Lil Baby e pubblicato il 24 maggio 2024.

## Tracce
1. Band4Band – 2:21